# Chrysotoxum lessonae
Chrysotoxum lessonae är en tvåvingeart som beskrevs av Giglio-tos 1890. Chrysotoxum lessonae ingår i släktet getingblomflugor, och familjen blomflugor.
Artens utbredningsområde är Italien. Inga underarter finns listade i Catalogue of Life.